# Semiothisa zimmermanni
Semiothisa zimmermanni là một loài bướm đêm trong họ Geometridae.